# اتحادیه بین‌المللی حفاظت از طبیعت
اتحادیه بین‌المللی حفاظت از طبیعت (به انگلیسی: International Union for Conservation of Nature) که بیشتر با نام اختصاری آی‌یوسی‌ان (IUCN) شناخته می‌شود، سازمانی بین‌المللی با هدف حفاظت از منابع طبیعی در سراسر کره زمین است. این شامل جمع‌آوری داده‌ها و تجزیه و تحلیل، بررسی، پروژه‌های درست، حمایت، لابی و آموزش و پرورش است. مأموریت آی‌یوسی‌ان تأثیرگذاری، تشویق، و کمک به جوامع سراسر جهان برای حفظ طبیعت و حصول اطمینان به این که هر گونه استفاده از منابع طبیعی و محیط زیست یک بهره‌گیری عادلانه و پایدار است.
این سازمان در ۱۹۴۸ بنا نهاده شد و مقر آن در شهر ژنو در کشور سوئیس است. ۸۳ کشور، ۱۰۸ دولتی، ۷۶۶ مؤسسه غیردولتی، ۸۱ سازمان بین‌المللی و در حدود ۱۰٬۰۰۰ کارشناس و دانشمند با این سازمان همکاری دارند.
IUCN از ناظر و مشاور در سازمان ملل متحد برخوردار است و در اجرای چندین کنوانسیون بین‌المللی در مورد حفاظت از طبیعت و تنوع زیستی نقش دارد. این شرکت در تأسیس صندوق جهانی طبیعت و مرکز نظارت بر حفاظت از جهان شرکت داشت. در گذشته، IUCN به دلیل قرار دادن منافع طبیعت بر منافع مردم بومی مورد انتقاد قرار گرفته‌است. در سال‌های اخیر، روابط نزدیکتر آن با بخش تجاری بحث و مجادله ایجاد کرده‌است.

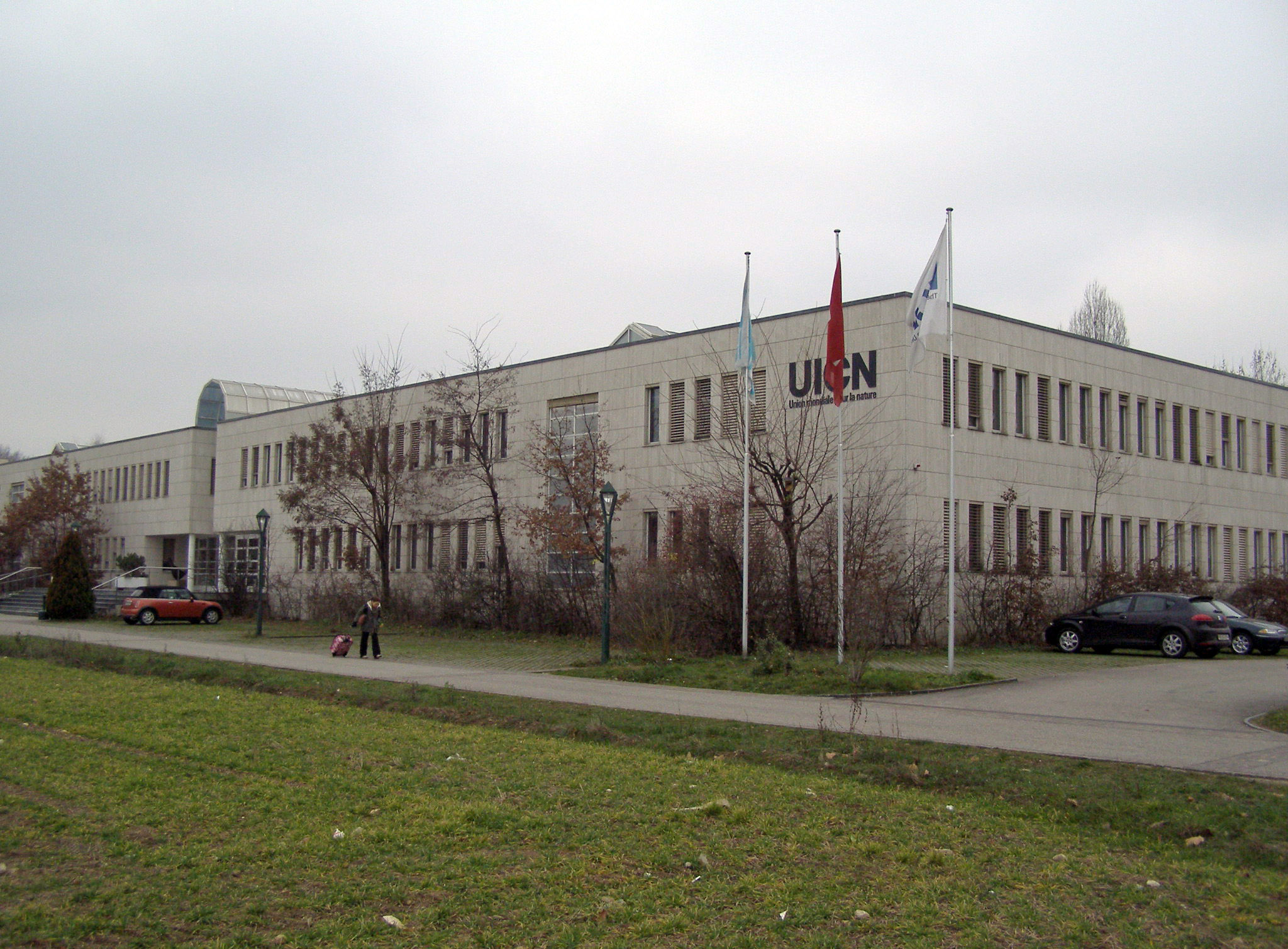
دفتر آی‌یوسی‌ان در ژنو